# ポーランド共和国下院

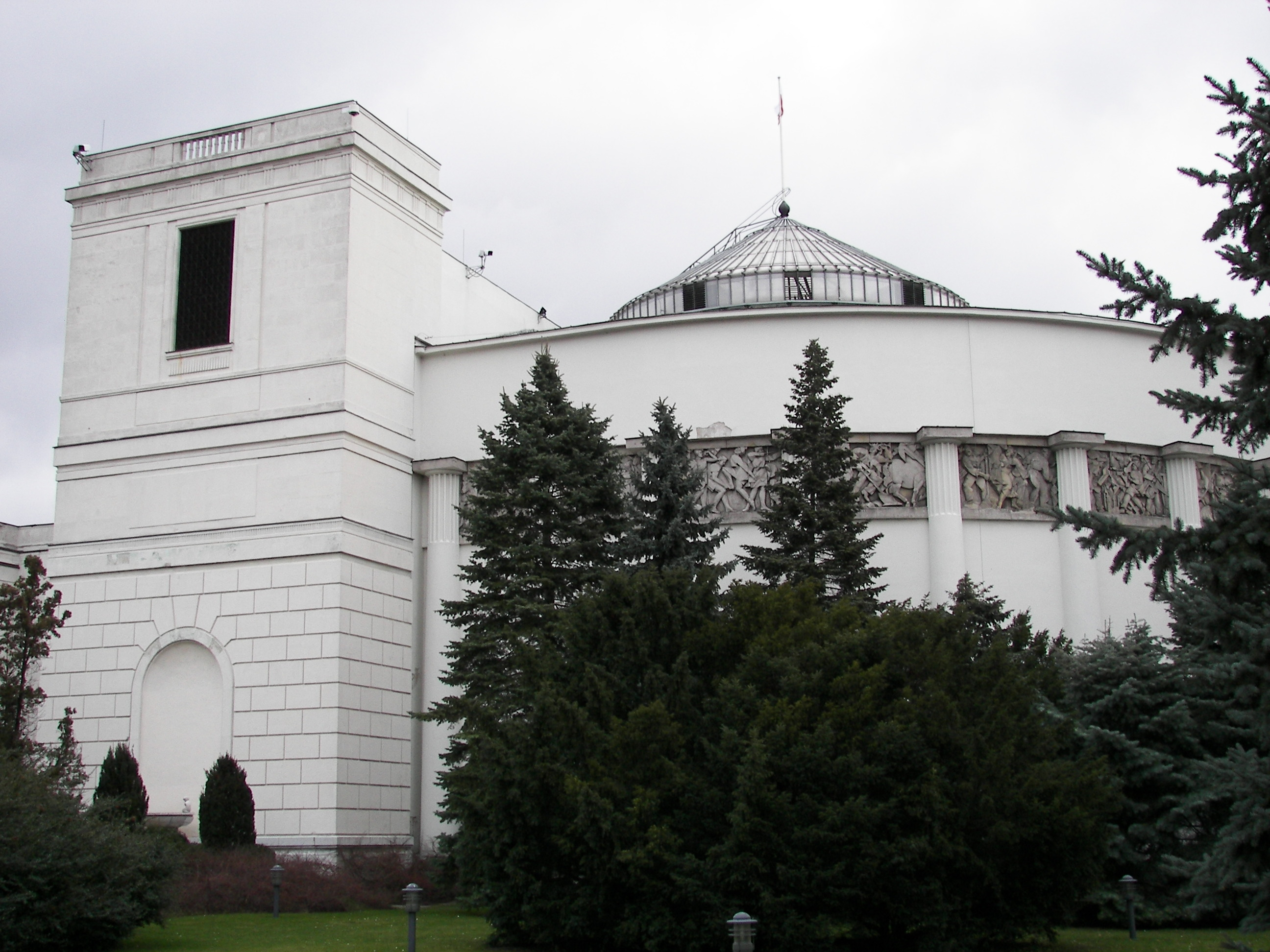
下院議事堂外観

ポーランド共和国下院（ポーランドきょうわこく かいん、ポーランド語: Sejm Rzeczypospolitej Polskiej）は、ポーランド共和国の立法府であるポーランド共和国国会の下院である。ポーランド共和国上院と共に両院制議院を構成している。セイム（Sejm）と通称される。
王国時代の1493年、当時のヤン1世オルブラフト王が召集した、国王と元老院（上院）及び小議会（下院）からなる全国議会（セイム）を起源としている。

## 権限
上下両院で意見が異なった場合には、下院の見解が優越する。また、内閣信任など下院のみに重要な権限が与えられるなど、下院は上院より強い権限をもっている。下記に上下両院の相違点もしくは下院が上院に対して優越する点を列挙する。

### 下院のみが有する権限
- 内閣（閣僚会議）の承認
  - 新たな内閣（閣僚会議）を発足させる際、下院の議決（承認）が必要（ポーランド憲法第154条第2項）。
- 閣僚への質問権
  - 閣僚は、下院議員からの質問（議場若しくは書面）に答える義務がある（同115条。上院議員には憲法上の規定がない）。
- 宣戦布告
  - 下院は宣戦布告及び和平を決議する（同116条）。
- 要職の任命
  - 中央銀行総裁は、大統領の要請に基づき、下院が任命する（同223条3項）。
  - 憲法法廷判事は、下院が任命する（同194条。同長官、副長官は大統領が任命）。
- 大統領職の代行
  - 大統領が死亡等の理由で職務を遂行できない場合は、下院議長が次の大統領選挙まで職務を遂行する（同131条）。

### 上院に対して優越する権限
- 先議権
  - 法案（予算案含む）は、必ず下院が先議する（上下院議員、大統領、内閣、有権者10万人以上のグループに法案提出権がある）。
  - 下院は、定数（460議席）の過半数の出席の下、賛成多数で法案を議決する（同119条、120条）。
- 法案の自動成立
  - 上院が、下院から送られた法案を30日以内に議決しない場合、法案は自動的に成立する（憲法第121条第2項）。
  - 上院は、法案を修正若しくは否決できるが、下院は過半数の賛成で上院の議決を覆すことができる（同121条第3項）。
  - ただし条約の批准に関しては、上下両院それぞれで、議決（定数の過半数の出席の下で3分の2の賛成多数）が必要となり、下院の優越はない（同90条第2項）。
- 大統領による拒否権行使後の再議決
  - 大統領は、法律公布のための署名を拒否し、下院に法案を差し戻すことができるが、下院が定数の過半数の出席の下、5分の3以上の多数で再度議決した場合、大統領は署名を拒否できない（上院は大統領の法案拒否権を覆すことはできない）。
- 総選挙
  - 解散などで下院の任期が短縮された場合は、上院の任期も合わせて短縮され、選挙は同時に行なわれる（同96条）。
- 両院総会議長
  - 両院総会を行う場合、両院総会議長は下院議長が、両院総会議長代理は上院議長が務める（同114条）。

## 選挙制度
下院の選挙制度は比例代表制を採用している。完全自由選挙が行われた1991年選挙の時は議席阻止条項が無く政党乱立を招く一因となったため、1993年選挙より阻止条項が設けられた。
- 選挙制度：非拘束名簿式比例代表制（ドント方式）
- 選挙区：41選挙区（県を選挙区単位とするが、人口が多いワルシャワなど一部の県では複数選挙区とする）
- 選挙区の定員：7～19名
- 有権者：18歳以上のポーランド国民
- 被選挙権者：21歳以上のポーランド国民
- 投票方法：政党名簿に掲載されている候補者から1名を選んで投票（候補者に投ぜられた票を政党票として計算、各選挙区における政党の獲得議席数に応じて、得票数が上位となった候補者から順に当選）
- 阻止条項：全国有効得票数の5％以上（政党連合は8％以上）。ただし少数民族政党については阻止条項は適用されない。

出典：下院（セイム）選挙制度 - 2011年以降（現行）。中東欧・旧ソ連諸国の選挙データ

## 党派別議席
| 会派   | 会派             | 議席数 | 備考 |
| 略称   | 日本語           | 議席数 | 備考 |
| ------ | ---------------- | ------ | --- |
| PiS    | 法と正義         | 190    | 大衆主義（俗に言う保守主義）。最大野党                                                                                               |
| KO     | 市民連立         | 157    | 穏健主義（俗に言う保守本流）。市民プラットフォーム及び小政党の統一会派。与党                                                         |
| PL2050 | ポーランド2050   | 32     | キリスト教民主主義。環境主義。自由主義。与党                                                                                         |
| PSL    | ポーランド農民党 | 32     | 穏健主義。農本主義。与党 |
| NL     | 新左派           | 21     | 社会主義政権時代の支配政党ポーランド統一労働者党の流れを組む民主左翼連合とラゼム党および春によって結成された左派政党の統一会派。与党 |
| KWiN   | 同盟             | 18     | 共和国を新たにするための連合-新たな希望と国民運動党の右翼政党の統一会派。ユーロ懐疑主義の立場である。                                |
| LR     | ラゼム           | 5      | 左派（2024年に左派連合から離脱） |
| WR     | 自由共和党       | 4      | 右派 |
|        | 無所属           | 1      | |
|        |                  | 460    | |